# 老虎妈妈
老虎妈妈（英語：tiger mother），简称虎妈，是一种育儿方式的刻板印象，用独断的养育方法推动并迫使他们的子女获得更高水平的学习成绩和学术成就。该术语由耶鲁大学华裔法学教授蔡美儿（Amy Lynn Chua）在其《虎妈战歌》（Battle Hymn of the Tiger Mother）一书中创造。该概念主要在华裔美国人中流行，与东亚、南亚、东南亚国家普遍存在的严格的养育方式相类似，也可与其他国家和地区中存在的追求完美、自我牺牲来换取子女教育的育儿方式相比较。